# Baviola luteosignata
Baviola luteosignata är en spindelart som beskrevs av Fred R. Wanless 1984. Baviola luteosignata ingår i släktet Baviola och familjen hoppspindlar. Inga underarter finns listade.